# Stapkensloop
De Stapkensloop is een beek in de Belgische provincie Antwerpen. 
Het beekje ontspringt nabij het Albertkanaal in Olen, en iets verder overschrijdt zij al de grens met de gemeente Herentals. Na ongeveer drie kilometer ontvangt de beek het kleinere beekje de Plassendonkse Loop en na vijf kilometer de Riddersbergloop, dit zijn de twee belangrijkste zijbeken van de Stapkensloop.
Iets voor deze samenvloeiing vormt de beek de gemeentegrens tussen Herentals en Herenthout, dit zal zo blijven tot aan de uitmonding in de Wimp.
De beek mondt uit in de Wimp ter hoogte van de Bertheide in Morkhoven. Hiermee is de lengte net geen acht kilometer. Doordat de rivier de Wimp daar ook een gemeentegrens vormt, namelijk die van Heist-op-den-Berg, is de uitmondingsplaats van de Stapkensloop een punt waar drie verschillende gemeenten bijeenkomen.